# Barnfredsmonumentet

Barnfredsmonumentet.

Barnfredsmonumentet är ett monument för fred och för att hedra Sadako Sasaki och de tusentals barnoffren av atombomberna över Hiroshima och Nagasaki. Monumentet finns i Hiroshima i Japan och tillägnas Sadako Sasaki, en ung flicka som dog i leukemi på grund av strålningen från den atombomb som släpptes i Hiroshima den 6 augusti 1945.

## Översikt
Monumentet finns placerat i Minnesparken för fred i Hiroshima. Den är designad av de inhemska konstnärerna Kazuo Kikuchi och Kiyoshi Ikebe. Monumentet byggdes med hjälp av pengar som skänkts från en välgörenhetskampanj som japanska skolbarn anordnade, däribland Sadako Sasakis klasskamrater, och där huvudstatyn benämndes som "Atombombsbarnen". Statyn avtäcktes den 5 maj 1958, samma dag som den japanska högtiden Barnens Dag. Sadako Sasaki, som dog i strålsjuka på grund av en atombomb, finns förevigad på toppen av statyn, där hon håller i en trana av tråd över sitt huvud. Kort innan hon avled hade hon en vision om att skapa tusentals tranor. Japansk tradition säger att om man skapar ettusen tranor så får man en önskan. Sadakos önskan var att ha en värld utan atomvapen. Tusentals origamitranor från hela världen knyts runt monumentet. Dessa ses som ett tecken på att barnen som gör dem och de som besöker statyn vill ha en värld utan kärnvapenkrig och som en hyllning till Sadako som hade vikt strax under ettusen tranor för att få en önskan om världsfred. Det dök dock upp en utställning i Hiroshimas fredsminnesmuseum som säger att i slutet av augusti 1955 hade Sadako lyckats med sitt mål och fortsatte att vika fler tranor. Olyckligtvis slog hennes önskan inte in och hon dog i leukemi den 25 oktober 1955. Huvudorsaken för dödsfallet var strålsjuka från atombomben Little Boy.

## Monument
Under huvudstrukturen ligger en trana av brons som fungerar som ett vindspel när den knuffas mot en traditionell fredsklocka som den är upphängd vid. Dessa två delar var donerade av nobelprisvinnaren Hideki Yukawa.
Längst ned på monumentet finns det en svart marmorplatta där det står ingraverat på japanska:
これはぼくらの叫びです　これは私たちの祈りです　世界に平和をきずくための
(Kore wa bokura no sakebi desu. Kore wa watashitachi no inori desu. Sekai ni heiwa o kizuku tame no)
"Detta är vårt rop, detta är vår bön: för att bygga fred i världen".
Figurerna som omger monumentet är änglar som representerar att Sadako är i himlen tillsammans med de andra fallna änglarna som dog under atombombningen i Hiroshima.
Idag har människor världen över möjlighet att donera tranor som de har vikt för att hedra Sadako och de andra. Papperstranan är en symbol för fred, vilket var hennes sista önskan.